# Port Macquarie
Port Macquarie este un oraș portuar și o stațiune balneară cunoscută în Australia. Orașul are ca. 39.000 loc.   fiind situat în statul New South Wales la gura de vărsare a lui Hastings River în Pacific. Regiunea a fost cerectată și descrisă în anul 1802 de Matthew Flinders care a făcut măsurători topografice. În anul 1818 ajunge pe coasta oceanului John Oxley care a urmat din interiorul continentului cursul lui Hastings River, și care recomandă popularea regiunii, numind portul după numele guvernatorului din New South Wales, Lachlan Macquarie. Portul Macquarie a fost întemeiat în anul 1821 fiind prima așezare a coloniștilor europeni pe coasta de nord-est a Australiei. Primii locuitori au fost deținuți care au fost deportați aici din Colonia Sydney. Aceștia au trebuit să construiască și să amenajeze portul, aducând ca material de construcție cedri din pădurile din regiune.  Portul este situat central pe coasta "Holiday Coast" (Coasta Vacanței) care se întinde spre sud până la Region Hunter Valley, iar spre nord până la Coffs Harbour. O atracție a orașului este Koala-Hospital, unde sunt tratați ursuleții koala care au fost răniți în accidente de circulație, sau incendii. La fel intersant este centrul Sea Acres Rainforest Centre, care oferă posibilități de drumeție în pădurea ecuatorială.